# Landkreis Starnberg
Landkreis Starnberg er en landkreis i den sydvestlige del af  Regierungsbezirk Oberbayern i den tyske delstat Bayern . Nabolandkreise er mod nord Landkreis Fürstenfeldbruck, mod øst  Landkreis München, mod sydøst Landkreis Bad Tölz-Wolfratshausen, mod syd Landkreis Weilheim-Schongau og mod vest ligger Landkreis Landsberg am Lech.

## Geografi
Landkreis Starnberg kaldes "Fünf-Seen-Land" (de fem søers land). Den omfatter den nordvestlige del af des Starnberger See, Weßlinger See, Wörthsee, Pilsensee og de østlige dele af Ammersee. Mellem Starnberger See (584 moh.) og Ammersee (533 moh.) er der et bakkelandskab, hvor Berndorfer Buchet (750 moh.) ved Obertraubing er det højeste punkt i området. Ilkahöhe (726 m) ved Tutzing er et kendt udsigtspunkt, hvor man kan se over  Starnberger See til  Alperne. På den nordlige bred forlader floden Würm Starnberger See. Den løber gennem en flad floddal, og forlader landkresin ved Krailling med retning mod München.

## Byer og kommuner
Kreisen havde 136092  indbyggere pr.  2018-12-31

| By 1. Starnberg (23498) Kommunefrie områder (62,36 km²) 1. Starnberger See (57,16 km²) 2. Forst Unterbrunn (5,20 km²) | Kommuner 1. Andechs (3751) 2. Berg (8296) 3. Feldafing (4262) 4. Gauting (20552) 5. Gilching (18993) 6. Herrsching am Ammersee (10702) 7. Inning am Ammersee (4772) 8. Krailling (7772) 9. Pöcking (5647) 10. Seefeld (7434) 11. Tutzing (9933) 12. Weßling (5476) 13. Wörthsee (5004) |

## Eksternme henvisninger
1. ↑   Bayerisches Landesamt für Statistik – Tabelle 12411-001: Fortschreibung des Bevölkerungsstandes: Bevölkerung: Gemeinden, Stichtage (letzten 6) vom 10. Juli 2019 (Einwohnerzahlen auf Grundlage des Zensus 2011) (Hilfe dazu).

- Wikimedia Commons har flere filer relateret til Landkreis Starnberg
- Landratsamt Starnberg

48°01′N 11°17′Ø / 48.01°N 11.28°Ø